# 捷克走廊

捷克走廊

捷克走廊（Czech Corridor）是第一次世界大戰之後，在巴黎和會期間出現的一個未實現的領土劃分提案。該提案建議在捷克斯洛伐克和南斯拉夫王國之間劃出一條走廊地帶，使這兩個斯拉夫國家成為鄰國。之所以這一走廊被稱為捷克走廊，是因為南斯拉夫代表曾在和會上表示若真的實現這一計劃，寧願將領土交給捷克斯洛伐克統治。這一計劃最後被否決。捷克走廊主要包括布爾根蘭州等奧地利和匈牙利國境地帶的土地，走廊長約200公里，寬約80公里。實際居住有約117,1萬人，其中約66.2萬是匈牙利人，約22萬人是斯拉夫人，其他民族約有28.9萬人（多為德國人）。

## 外部連結
- Chronological survey of the Burgenland Croats （页面存档备份，存于）
- Essay: "EVENTS LEADING TO TRIANON" by László Botos （页面存档备份，存于）
- Map （页面存档备份，存于）